# Plod (botanika)

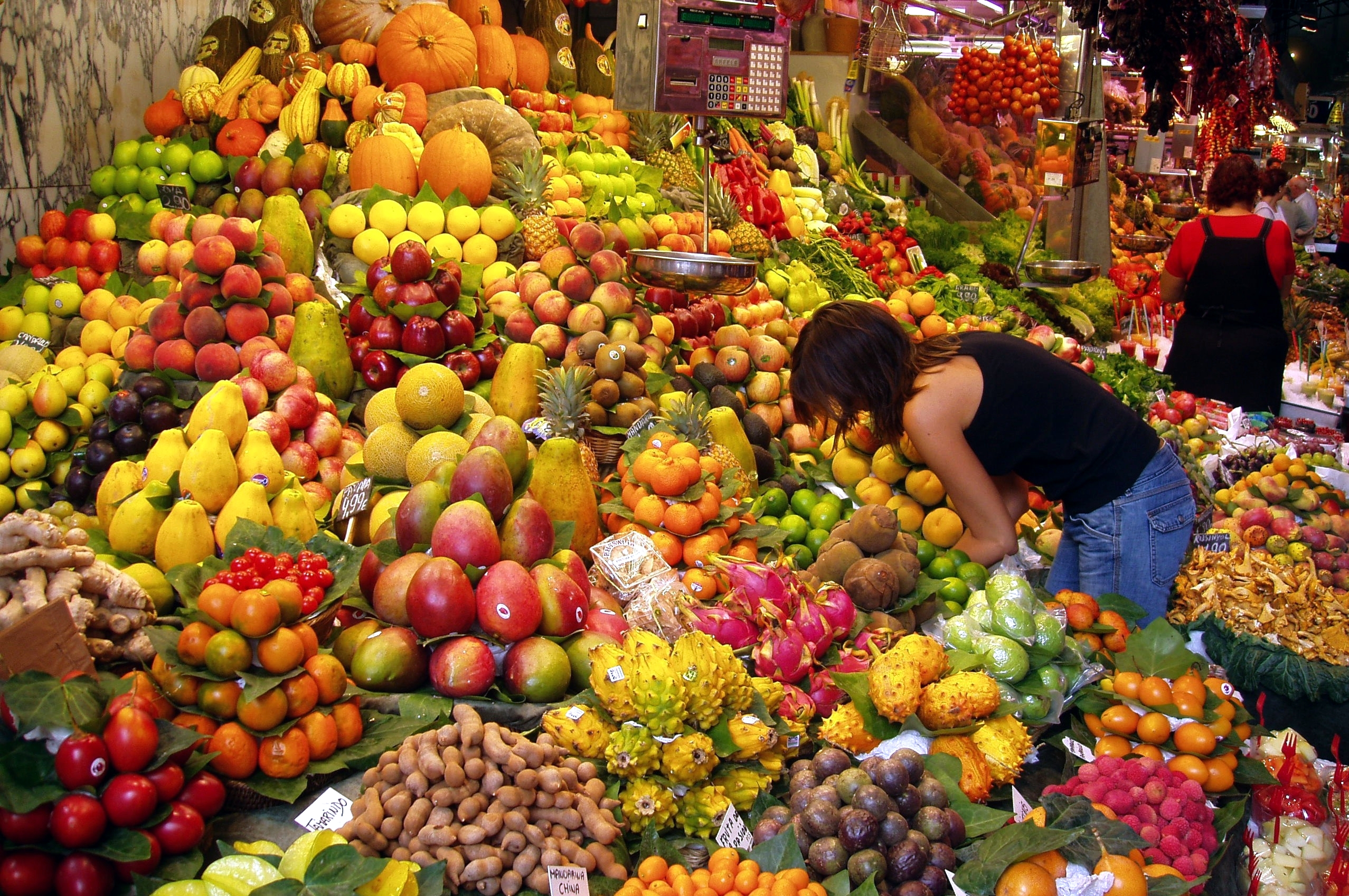
Trh s ovocem v Barceloně

Plod černuchy rolní (Nigella arvensis)

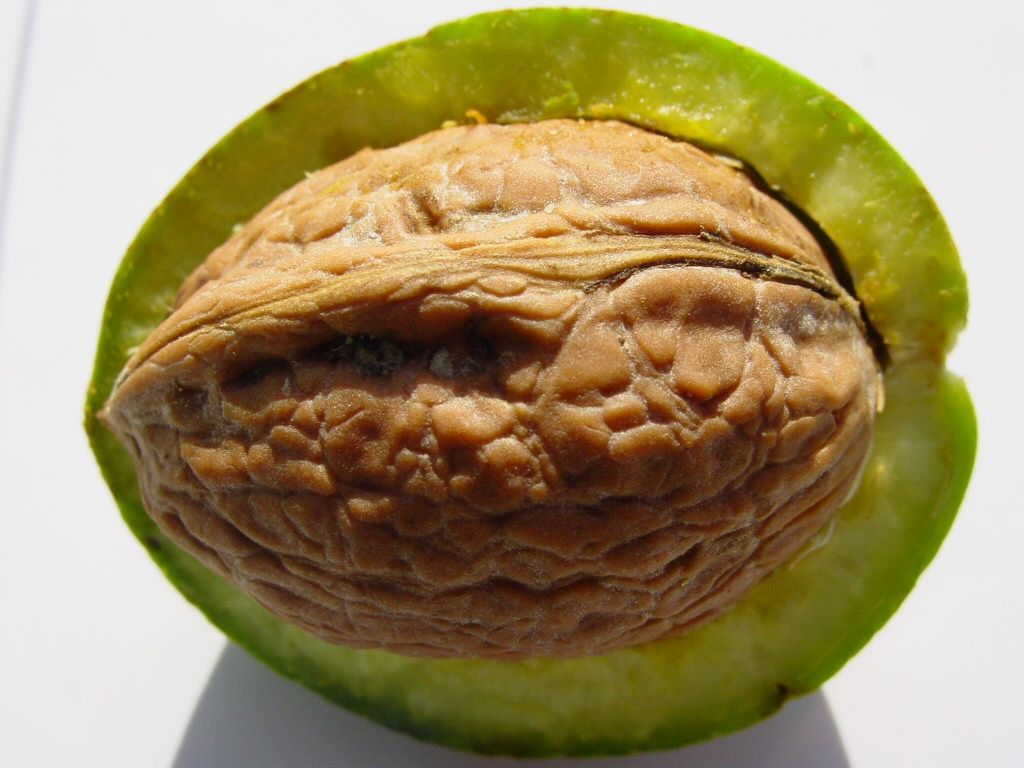
Plod ořešáku královského

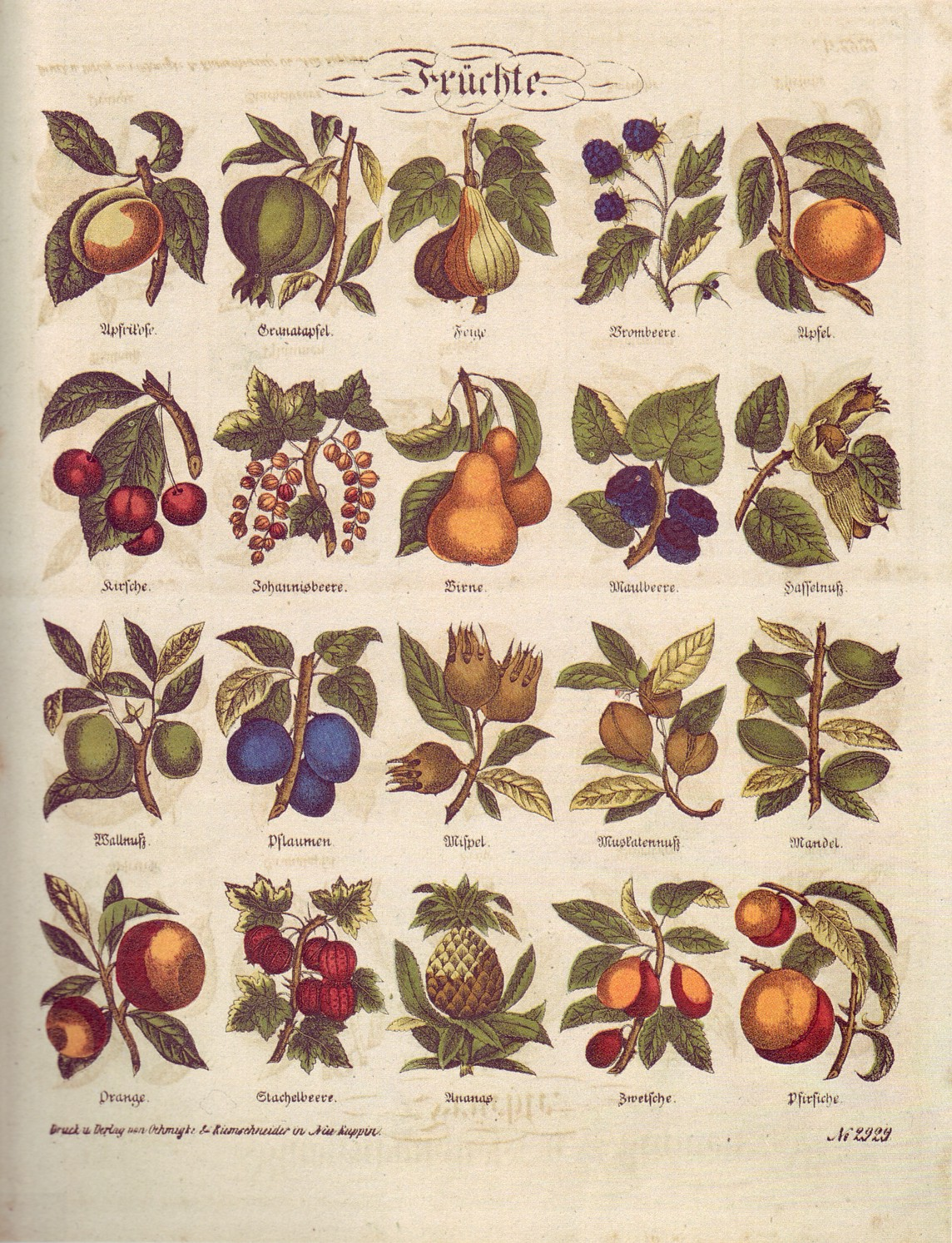
Litografie s několika význačnými plody

Plod (fructus) je rostlinný orgán obsahující semena. Vzniká přeměnou semeníku, případně i dalších květních částí, po oplození vajíček a jeho funkcí je výživa a ochrana semen, případně pak napomáhání jejich šíření. Největší plody mají meloun (do 70 kg) či tykev (i přes 1 200 kg). Plod je specifický orgán krytosemenných rostlin (a např. útvar jinanu připomínající plod není nic než vajíčko se zdužnatělým osemením).
Soubor plodů, vznikajících z pestíků jednoho květu a spojených květním lůžkem, se nazývá souplodí. Plodenství je soubor plodů na společném stonku, vznikající z celého květenství. Pokud se na formování plodu podílejí i jiné květní části než semeník, označuje se jako nepravý plod.

## Způsoby rozšiřování plodů
- Anemochorie: větrem – plody jsou většinou vybaveny křidélky (u javoru) či chmýřím (u pampelišky)
- Zoochorie: živočichy – přichycením k živočichovi (např. lopuch, svízel), nebo konzumací a přes trávicí trakt trusem ven (jedlé plody, např. bobule)
- Hydrochorie: vodou – u vodních rostlin
- Autochorie: vlastními silami, např. u netýkavky

## Klasifikace plodů
Klasifikace plodů je komplikovaná. Existuje mnoho způsobů, jak ji provádět a neexistuje obecně přijímaný úzus, který by některou z nich výrazně upřednostňoval. Jediné, na čem se vědci obecně shodnou, je dělba na pravý a nepravý plod. Podle tohoto pravidla rozlišujeme plody pravé, na jejichž tvorbě se podílí pouze gyneceum a plody nepravé, na jejichž tvorbě se kromě gynecea podílí i jiné části květu.
Jakákoliv hlubší klasifikace plodů je však stálým předmětem diskuse v rostlinné morfologii. V následujících kapitolách jsou proto uvedeny dvě další, často uváděná členění.

### Typy plodů
- Pukavé: Po dosažení zralosti plod pukne a semena se uvolní
- Nepukavé: Po dosažení zralosti nedochází k uvolnění semen. Plod odpadává celý.
- Lámavé: Po dozrání se rozpadne plod na jednosemenné části, tyto části nekopírují linii plodolistu (rozpadají se napříč).
- Poltivé: Po dozrání se plod rozpadne na jednotlivé části (dle linie plodolistu), kdy každá nese jedno semeno.

### Podle typu gynecea
Tento typ uvádí studijní materiály pro morfologii rostlin na BF JU. Dělí plody na apokarpní a cenokarpní.
- Apokarpní plody
  - pukavé: měchýřek, lusk
  - nepukavé: bobule, peckovice, jednoplodolistová nažka
  - apokarpní souplodí
- Cenokarpní plody
  - pukavé: tobolka (suchá tobolka, dužnatá tobolka), šešule (resp. šešulka)
  - nepukavé: víceplodolistová nažka, oříšek, obilka, bobule (vysychavá bobule), peckovice
  - rozpadavé
    - poltivé: dvounažka, dvoupeckovička, zobanitý plod, knoflíčkovité plody slézů, rozpadavé plody pryšců,
    - lámavé: struk, dvojstruk, tvrdka

### Suchý nebo dužnatý
Tento typ dělení se aplikuje na českých základních a středních školách.
- Suché plody
  - pukavé: měchýřek, lusk, šešule, šešulka, tobolka
  - nepukavé: nažka, oříšek, obilka
  - poltivé: struk, dvounažka, tvrdka, diskový plod
- Dužnaté plody
  - bobule, peckovice
- Nepravé plody
  - malvice, češule

Souplodí, jedná se o soubor plodů vzniklých z jednoho květu, avšak s více pestíky:
- Souplodí měchýřků – blatouch bahenní, orlíček obecný, čemeřice zelená
- Souplodí peckoviček – ostružiník maliník
- Souplodí nažek – jahodník (na zdužnatělém květním lůžku), růže (ve zdužnatělé češuli)
- Malvice = měchýřky v češuli – jabloň obecná, jeřáb oskeruše